# La Maison du bourreau (film)
Ne doit pas être confondu avec La Maison du Bourreau (roman).
Pour plus de détails, voir Fiche technique et Distribution.
La Maison du bourreau (Titre original : Hangman's House) est un film muet américain réalisé par John Ford, sorti en 1928.

## Synopsis
Un légionnaire retourne en Irlande où il est recherché pour tuer un homme qui a causé la mort de sa sœur.

## Fiche technique
- Titre original : Hangman's House
- Titre français : La Maison du bourreau
- Réalisation : John Ford
  - Assistant : Philip Ford[1]
- Scénario : Marion Orth, Willard Mack (non crédité), d'après le roman "Hangman’s House" de Brian Oswald Donn-Byrne
  - Intertitres : Malcolm Stuart Boylan
- Photographie : George Schneiderman
- Montage : Margaret V. Clancey
- Production : William Fox
- Société de production : Fox Film Corporation
- Société de distribution : Fox Film Corporation
- Pays de production :  États-Unis
- Langue originale : anglais
- Format : Noir et blanc — 35 mm — 1,33:1 — Muet
- Genre : drame
- Durée : 80 minutes (7 bobines)
- Date de sortie :
  - États-Unis : 13 mai 1928

## Distribution
- Victor McLaglen : Denis "Citizen" Hogan
- June Collyer : Connaught 'Conn' O'Brien
- Earle Foxe : John D'Arcy
- Larry Kent : Dermot McDermot
- Hobart Bosworth : Lord James O'Brien, le juge
- Joseph Burke : Neddy Joe
- Mary Gordon : la femme à la cachette d'Hogan
- Eric Mayne : le colonel de la légion
- Jack Pennick : l'homme qui conduit Dermot à Hogan
- Belle Stoddard : Anne McDermot
- John Wayne : un spectateur à la course de chevaux